# Беру Кхьенце
Палпунг Беру Кхьенце Ринпоче II (также Дзонгсар Кхьенце Чоки Вангпо или Карма Друбгью Тенпа Ярпел Гьюрме Гоча Тринлей Кункьяп Палзангпо, детское имя - Тхуптен Шераб; англ. Second Beru Khyentse) — лама линии Карма Кагью тибетского буддизма. Родился в 1947 году в местности Ньентанг (Центральный Тибет) и был признан Кармапой XVI как третье воплощение и проявление ума Джамьянга Кхьенце Вангпо.  Проявление Манджушри, воплощение Джигме Лингпы, Тисонг Децэна, Вималамитры и Гампопы. Один из шестнадцати лам, получивших особые наставления Кармапы XVI и таким образом является держателем полных учений традиции Кагью.
Основал более 200 общин по всему миру. Посещает Россию с 1994 года, основал здесь центр Риме.
Из-за различий произношения в диалектах тибетского языка возможно написание как Кхьенце, так и Ченце.

## Биография
Тхуптен Шераб родился в 15-й день 6-го лунного месяца года Огненной Свиньи (1947) неподалеку от места, где Атиша Дипамкара провёл 9 лет в медитации и ушёл в Паринирвану.
В три года поступил в сакьяпинский монастырь Ньетанг Таши Ганг, основанный Дрогёном Чогьял Пхакпой. К девяти годам изучил ритуалы и прошёл курсы обучения традиционным буддийским дисциплинам, проявив ошеломляющие, хотя и ожидаемые от тулку способности к пониманию текстов. В 1955 году был официально признан воплощением первого Беру (Палпунга) Кхьенце.
В 1956 году Гьялва Кармапа Рангджунг Ригпе Дордже вручил ему монашеские одежды и даровал ему дхармовое имя - Карма Друбгью Тенпа Ярпел Гьюрме Гоча Тринлей Кункьяп Палзангпо. По просьбе Дракпы Намгьяла, Кармапа написал для Беру молитву долгой жизни, дал письменное подтверждение его прав и полномочий как Кагью Гьялва Ябсей, высокого Ринпоче линии Кагью, и подтвердил, что он является истинным воплощением первого Беру Кхьенце Ринпоче. Беру принял обеты гецула, а позднее и обеты Тайной мантры.
Молодой Ринпоче принял под своё покровительство монастырь Пал Карме Чодей Донганг Шедруб Тхептен Траржай Намгьял Линг. Он был расположен в Дзонгсар Йобшунг Таши Кхялва, в называемой Нангчене, в нём обитало более трёхсот монахов. После этого Ринпоче продолжил обучение и получил множество посвящений и учений и устные передачи от лам различных традиций. В 11 лет он прошёл свой первый ретрит по практикам Нёндро и Пхова. В перерывах между собственными занятиями давал учения и посвящения монахам и мирянам.
В 1961 году Ринпоче вместе с общиной монахов и практикующих мирян переместился в Индию, в Цо Пема (Ревалсар) - священное место Гуру Ринпоче, где продолжил собственное обучение и духовное руководство общиной. Его наставниками были многие выдающиеся учителя, включая Его Святейшество Далай-ламу, Гьялва Кармапу, Кьябдже Калу Ринпоче, Сакья Тридзина Ринпоче, Дилго Кхьенце Ринпоче, Кхуну Ринпоче. В 1972 году он успешно завершил четырёхлетний ретрит согласно традиции Карма Кагью.
С 1973 года у Беру Кхьенце Ринпоче появляются западные ученики. В 1975 году Александр Берзин перевел на английский и опубликовал устные комментарии Ринпоче к тексту Кармапы IX Вангчуга Дордже «Махамудра, рассеивающая тьму неведения». Позднее появились французский, немецкий, русский, китайский, испанский и польский переводы. Также опубликована книга «Четыре Дхармы» Лонгченпы, в которую включены комментарии Его Святейшества Дуджома Ринпоче к первой части и комментарии Беру Кхьенце ко второй части текста.
С 1979 года Беру Кхьенце Ринпоче посетил многие страны мира, основал более 200 общин и дал множество учений и посвящений.
Под руководством Ринпоче построены монастыри в Бодхгае (Karma Dhargye Chokhorling Monastery), Катманду и Нангчене, восстановлен монастырь Ньетанг Таши Ганг в Тибете. Основан благотворительный фонд Tharjay Charitable Foundation, занимающийся строительством мостов, школ и больниц для кочевников Восточного Тибета.

## Семья
Отец Ринпоче, Нгаванг Ловсанг, умер в 1953 году, ещё до того, как тот был распознан как тулку.
Мать - Долма (на санскрите - Арья Тара) умерла в 1976 году, в 69 лет. 
Старшая сестра, Тсеванг Долма, живёт с семьёй вместе с Ринпоче в тибетском поселении в индийском Мэйнпате.
Ринпоче женат. Его сын  — одно из воплощений Джамгона Конгтрула.

## Книги на русском языке
Шесть миров сознания, или Тайна смерти — СПб, 1996 — ISBN 3-74291-95-4 (ошибоч.) 
Махамудра, рассеивающая тьму неведения (комментарий Беру Кхьенце Ринпоче на текст Кармапы IX) — М., Шанг-Шунг Москва, 2002 — ISBN 5-902303-01-X